# The Deaf Mute
The Deaf Mute er en amerikansk stumfilm fra 1913 af Allen Ramsey.

## Medvirkende
- Robert Lawrence som Eldred
- W.B. Wainwright som Morey
- Henry Grady som Leigh
- Robert Lett som Giluley
- George Ballard som Edison Quartette